# Montaignes Turm
Montaignes Turm ist eine Essay-Sammlung von Uwe Timm. Sie erschien 2015 im Verlag Kiepenheuer und Witsch. Von den zehn enthaltenen Texten erschienen neun in den Jahren 1997–2012 bereits in anderen Veröffentlichungen oder wurden als Vorträge oder Reden gehalten. Ein Text erscheint in dem Band zum ersten Mal.

## Montaignes Turm
Dieser Text erschien zuerst 2011 in einer Veröffentlichung des Architekturmuseums der TU München. Timm beschreibt darin das Arbeits- und Bibliothekszimmer von Michel de Montaigne sowie sein eigenes Arbeitszimmer. Er nimmt dies zum Anlass, um über „Turm“ und „Höhle“ als Sinnbilder von Rückzug aus der Welt, aber auch (im Fall des Turms) Ausblick auf die Welt nachzudenken. Am Beispiel von Montaignes Essais reflektiert Timm über das Schreiben und dessen Bedingungen im Allgemeinen.

## Der Lichtspalt unter der Zimmertür
Hierbei handelt es sich um einen Vortrag, den Timm im Rahmen seiner Brüder-Grimm-Professur im Juni 2012 in Kassel hielt. Er setzt darin typische Motive der Grimmschen Märchen mit Erlebnissen seiner eigenen frühen Kindheit in Beziehung.

## Mythos
Dieser Text ist eine überarbeitete Fassung von Timms dritter Vorlesung im Rahmen seiner Poetikdozentur an der Universität Bamberg im Sommersemester 2005. Timm stellt darin sein Verständnis des Begriffs „Mythos“ als „Erzählmodus hochverdichteter Sinndeutung“ dar. Er verweist dazu auf die von der NS-Propaganda verbreiteten Deutschtums-Mythen, die abgelöst wurden von der Stunde null als Gründungsmythos einer neuen deutschen Identität sowie auf die verklärende Erinnerung an die 68er-Studentenbewegung. Damit zeigt er, dass Mythen moralisch wertneutral sind. Er erzählt außerdem von der Heimkehr seines Vaters aus dem Krieg und dem Aufbau seines Handwerksbetriebs – diese Geschichte wurde als eine Art familiärer Gründungsmythos in Timms Familie weitererzählt.  Auch die literarische Verarbeitung bzw. der Einfluss solcher Mythen auf die Literatur wird thematisiert.

## Lob der deutschen Sprache
Dieser Text ist der Eröffnungsvortrag der 14. Internationalen Deutschlehrertagung an der Universität Jena im Jahr 2009. Timm beschreibt die Ausdrucksmöglichkeiten der deutschen Sprache im Vergleich zu anderen Sprachen und geht besonders auf die komplizierte Syntax und den Tonfall ein. Als Beispiel nutzt er Heinrich von Kleists „Anekdote aus dem letzten preußischen Kriege“. Davon ausgehend, spricht er dann über die Versprachlichung von Gedanken und Gefühlen und stellt das Staunen über die sprachlichen Möglichkeiten und die „Lust an der Sprache“ als Voraussetzung literarischen Schreibens dar, da diese zu einem differenzierteren Selbst- und Weltverständnis verhilft.

## Seine Zeit in Sprache gefasst
Der Essay wurde 1997 in der Anthologie Schwule Nachbarn, herausgegeben von Detlef Grumbach, veröffentlicht. Timm schreibt über das Werk Wolfgang Koeppens, den er als herausragenden Kritiker der Gesellschaft der frühen Bundesrepublik würdigt. Besonders geht er auf die Figur Siegfried Pfaffrath aus Der Tod in Rom ein, mit der Koeppen bei ihm zu einem besseren Verständnis von Homosexualität beigetragen habe. Zum Schluss gibt er eine persönliche Begegnung mit Wolfgang Koeppen wieder.

## Kunst und Handwerk
In seiner Dankesrede zur Verleihung des Heinrich-Böll-Preises 2009 stimmt Timm Bölls Verständnis des literarischen Schreibens als einer „handwerklichen“ Tätigkeit zu. Einen Gegensatz zwischen Kunst und Handwerk verneint er. Anhand von Bölls Roman Billard um halb zehn stellt er dessen Erzählweise dar.

## Den Zauberberg neu lesen
Diesen Vortrag hielt Timm bei einer Veranstaltung der Zauberberg-Stiftung an der Universität Augsburg. Timm las Thomas Manns Roman Der Zauberberg zum ersten Mal mit Anfang 20 und etwa 50 Jahre später ein weiteres Mal. Er stellt nun dar, wie sich sein Verständnis des Romans verändert bzw. erweitert hat und konzentriert sich dabei auf die Liebesbeziehung zwischen Hans Castorp und Clawdia Chauchat sowie auf Thomas Manns komplexe, von sexuellen Anspielungen durchzogene Art, diese Beziehung darzustellen.

## Schreiben lernen
In diesem in der Zeit am 10. Mai 2012 veröffentlichten Text nimmt Timm zu der im Titel aufgeworfenen Frage Stellung. Er sieht das (literarische) Schreiben als einen dem Handwerk ähnlichen Prozess des Ausprobierens, Umgestaltens und Verwerfens an, der also auch gelernt und geübt werden kann. Allerdings reiche Übung nicht aus; der Dichter brauche eine innere Disposition zum Schreiben, die aus Phantasie, Radikalität und Verstörung angesichts der Welt und der Sprache bestehe.

## Kafkas Reisepass
Anlässlich der 200-Jahr-Feier von Argentinien hielt Timm diesen Vortrag an der Universidad Nacional de General San Martín bei Buenos Aires. Ausgehend  von Franz Kafka und dessen Roman Amerika (auch bekannt unter dem Titel Der Verschollene) redet Timm über (u. a. nationale)  Identität, besonders der Deutschen.

## Reise an das Ende der Welt
Bei diesem Text handelt es sich um die einzige Erstveröffentlichung des Bandes. Timm berichtet von einer Reise in ein Flüchtlingslager im Tschad im Oktober 2014 und seinen Begegnungen mit verschiedenen Bewohnern. Das Lager wird von Sudanesen bewohnt, die teilweise vor über zehn Jahren vor dem Bürgerkrieg in ihrem Heimatland flohen. Timm kritisiert die Abschottungspolitik der EU und äußert Verständnis für Afrikaner, die versuchen, illegal nach Europa zu kommen.

## Das Buch
- Uwe Timm: Montaignes Turm, Essays, Kiepenheuer & Witsch, Köln 2015, ISBN 978-3-462-04743-1.